# Édicule de la Concorde
Ne doit pas être confondu avec Temple de la Concorde ou Temple de la Concorde (Arx).

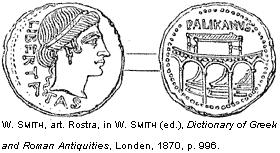
Sur le revers de cette pièce sont représentés les Rostres sur lesquels on aperçoit le subsellium des tribuns. L'édicule de la Concorde se trouvait à proximité.

L'édicule de la Concorde (en latin : Aedes ou Aedicula Concordiae in area Volcani) est un petit sanctuaire ou autel en bronze dédié à la déesse Concordia et situé sur le Forum Romain, à Rome.

## Localisation
L'autel se situe à proximité immédiate du Comitium (voir le plan). Selon Pline l'Ancien, l'autel se trouve in Graecostasi, c'est-à-dire sur la Graecostasis, plateforme réservée aux ambassadeurs et orateurs étrangers. Selon Tite-Live, il se dresse in Area Volcani, faisant référence au Volcanal et voulant probablement dire par là sur le Comitium, sans plus de précision. L'autel a peut-être été construit sur les Rostres, à proximité des subsellia des tribuns et édiles plébéiens.

## Histoire
À la fin du IVe siècle av. J.-C., Cnaeus Flavius publie les formules religieuses permettant et encadrant les procédures juridiques et le calendrier donnant les jours où il est possible d'intenter un procès. Il s'aliène ainsi les patriciens qui sont parvenus jusqu'à présent à garder ces détails secrets, leur assurant la mainmise sur les actions juridiques à Rome. Cnaeus Flavius aurait alors voué un temple à la Concorde s'il parvenait à réconcilier les plébéiens et patriciens. Mais les fonds nécessaires à la construction d'un temple ne lui ayant pas été accordés, Cnaeus Flavius, devenu édile curule, fait élever un autel en bronze dédié à la Concorde en 304 av. J.-C. et finance les travaux avec les amendes payées par les usuriers,. À la demande du peuple, l'autel est dédié par le pontifex maximus Cornelius Scipio Barbatus, bien qu'en désaccord avec la démarche puisque selon lui, la dédicace ne pouvait être effectuée que par un consul ou un général,.

« [...] il [Cnaeus Flavius] disputa toujours de hauteur avec les nobles, qui méprisaient sa basse extraction. Il dévoila au public les formules de jurisprudence qui étaient en réserve entre les mains des pontifes, comme au fond d'un sanctuaire et, pour mettre les citoyens à portée de connaître par eux-mêmes les jours où la religion permettait de vaquer aux procès, il fit placer autour du Forum le tableau des fastes. La dédicace qu'il fit d'un temple de la Concorde, élevé sur l'emplacement d'un ancien temple de Vulcain, souleva surtout l'orgueil des nobles. Le souverain pontife, Cornelius Barbatus, se trouva forcé, par une décision unanime du peuple, de lui dicter les formules sacrées, bien qu'il soutînt que, d'après la coutume des anciens Romains, il n'appartenait qu'à un consul ou à un général de faire la dédicace d'un temple. »

— Tite-Live (traduction de M. Nisard, 1869), Histoire romaine, IX, 46, 4-6.
L'autel est peut-être dédié un 22 juillet. Il semble avoir été détruit vers la fin du IIIe siècle av. J.-C. lors de la construction d'un sanctuaire dédié à la Concorde aux dimensions plus importantes, le temple de la Concorde, à moins qu'il n'ait été déplacé et incorporé dans le nouveau temple comme semblent l'indiquer les mentions de prodiges pour les années 183 et 181 av. J.-C. dans lesquelles Tite-Live et Julius Obsequens paraissent se référer à cet autel et non au temple.